# Ministerstvo zemědělství a rozvoje venkova Slovenské republiky

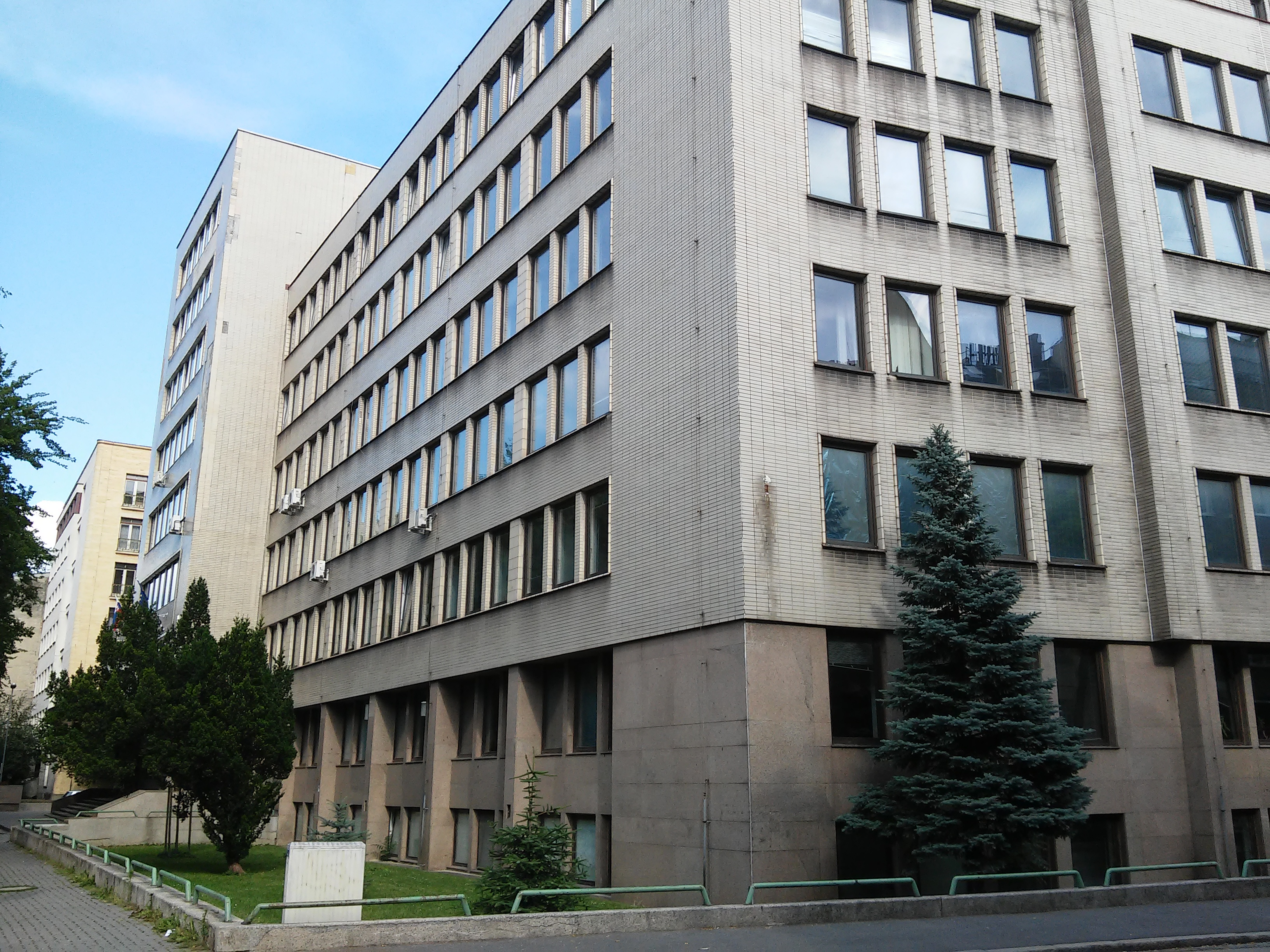
Sídlo ministerstva

Ministerstvo zemědělství a rozvoje venkova Slovenské republiky, dříve Ministerstvo zemědělství Slovenské republiky a Ministerstvo zemědělství, životního prostředí a regionálního rozvoje Slovenské republiky je jedno z ministerstev Slovenska.

## Působnost ministerstva
Ministerstvo zemědělství SR je ústředním orgánem státní správy Slovenské republiky pro:
1. Zemědělství,
2. Lesnictví,
3. Pozemkové úpravy a ochranu zemědělské půdy,
4. Závlahové systémy a odvodňovací systémy,
5. Veterinární kontrolu, veterinární inspekci a veterinární dozor,
6. Rostlinolékařskou péči,
7. Plemenářský dozor,
8. Rybářství v oblasti akvakultury a mořského rybolovu,
9. Myslivost,
10. Potravinářství a potravinový dozor.

## Komoditní burza
Ministerstvo zemědělství aktivně působí v dění na komoditní burze Bratislava.

## Ministr zemědělství
Ministerstvo zemědělství řídí a za jeho činnost odpovídá ministr zemědělství, kterého jmenuje a odvolává prezident SR na návrh předsedy vlády SR.
Současným ministrem zemědělství je od 25. října 2023 Richard Takáč.

## Státní tajemník ministerstva zemědělství
Současný státní tajemník Ministerstva zemědělství a rozvoje venkova je od 9. 7. 2010 Gabriel Csicsai.
Mezi jeho povinnosti patří zastupovat v nepřítomnosti ministra v rozsahu jeho práv a povinností. Ministr může jej pověřit i v jiných případech, aby ho zastupoval v rozsahu jeho práv a povinností. Státní tajemník má při zastupování ministra na jednání vlády poradní hlas. Státního tajemníka jmenuje a odvolává vláda na návrh ministra. V odůvodněných případech může vláda stanovit, že na ministerstvu působí dva státní tajemníci. Ministr určí, ve kterých otázkách a v jakém pořadí ho státní tajemníci zastupují.

## Historie
Pod ministerstvo byla 1. července 2010 včleněna dosavadní agenda Ministerstva životního prostředí SR, které bylo k tomuto dni zrušeno (zákon č. 37/2010 Sb.). Ministerstvo bylo zákonem přejmenováno na Ministerstvo zemědělství, životního prostředí a regionálního rozvoje Slovenské republiky.
K 1. říjnu 2010 po obnovení Ministerstva životního prostředí SR je ministerstvo znovu vedeno jako Ministerstvo zemědělství a rozvoje venkova Slovenské republiky (zákon č. 372/2010 Sb.).